# Školní naučná stezka
Školní naučná stezka je polookružní naučná stezka ve Studénce v okrese Nový Jičín v Moravskoslezském kraji. Trasa stezky je vedena nížinou Oderská brána s hlavní částí v úseku chráněné krajinné oblasti Poodří.

## Popis a historie naučné stezky
Školní naučná stezka má délku cca 1,5 km. Začátek stezky je u Základní školy Františka kardinála Tomáška a parku T. G. Masaryka na ulici 2. května ve Studénce. Z ulice 2. května pak pokračuje po polní pěšině, křižuje cyklostezku, v lesích překračuje vodní kanál Mlýnka (Mlýnská strouha, Oderská stružka) a vede mezi menšími rybníky až k železniční trati Přerov–Bohumín, kterou podchází. Stezka dále pokračuje obloukem po hrázi Horního rybníka a opět překračuje Mlýnku. Pěšina zde končí a trasa vede po asfaltové účelové komunikaci mezi rybníky Horní rybník a Podlážka (Velká Podlážka), odkud je možné odbočit ze stezky a napojit se na modrou značku a nebo dojit přes Pasečný most k blízké naučné stezce Kotvice. Školní naučná stezka pak pokračuje po asfaltové silnici až k dalšímu podchodu pod železniční tratí, kde končí. Stezka, jejíž 1. úsek k Mlýnce byl postaven v roce 1999 a která byla v roce 2002 prodloužena, je celoročně volně přístupná. Zastavení naučné stezky jsou zaměřena především na přírodu, geografii a historii území. Podle situace z roku 2023 jsou informační panely stezky ve špatném stavu.

## Zastavení na naučné stezce
Na stezce se nachází 12 zastavení s informačními panely:
- Školní zahrada
- Moravská brána
- Krajina – dílo generací
- Stabilita krajiny
- Motýli Moravské brány
- Mlýnská strouha
- Louky
- Meandrující potůček
- Mokřad
- Tah ptactva
- Rybníky
- Desatero houbaře (Houby)

## Galerie

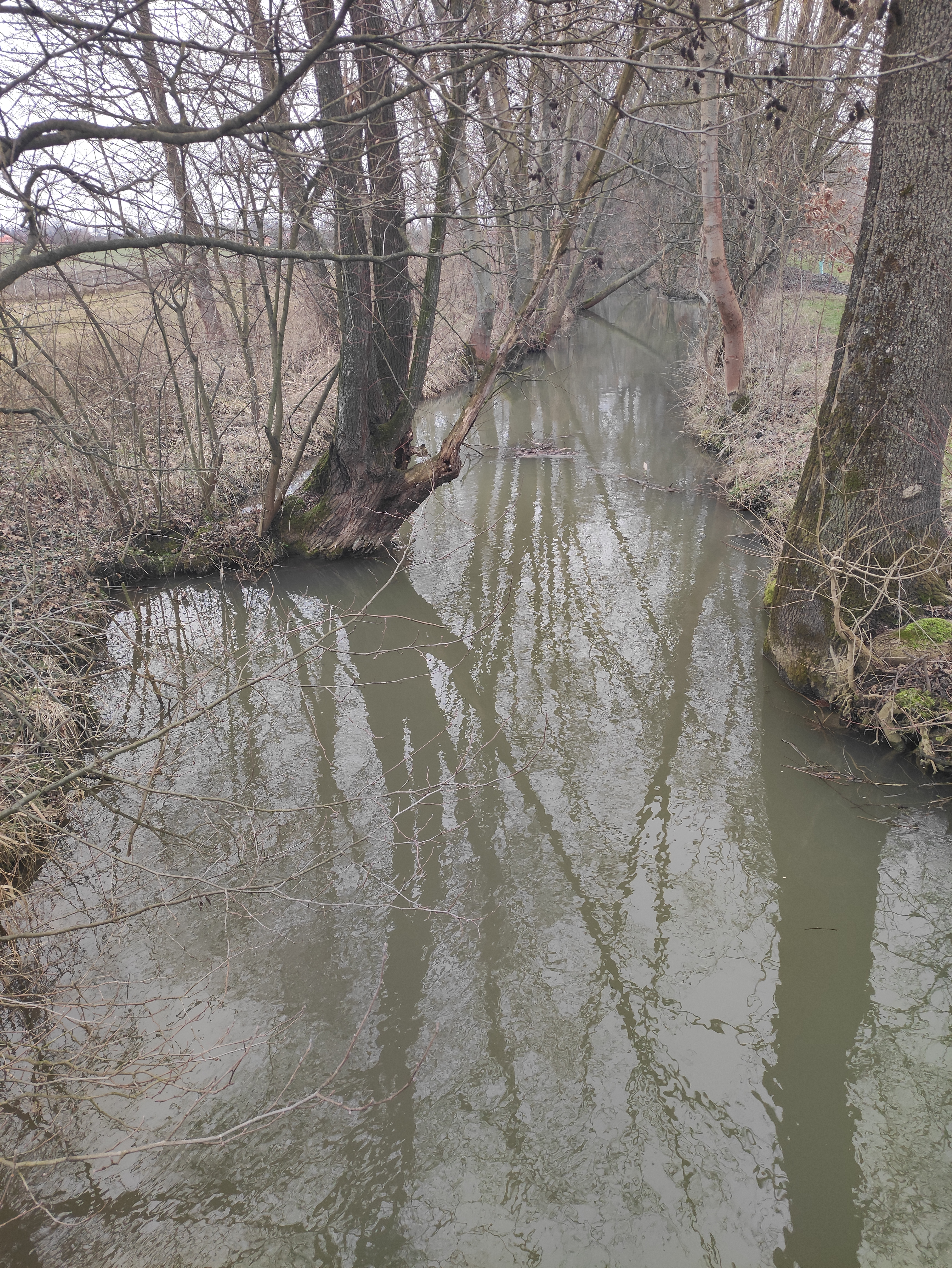
Kanál Mlýnka
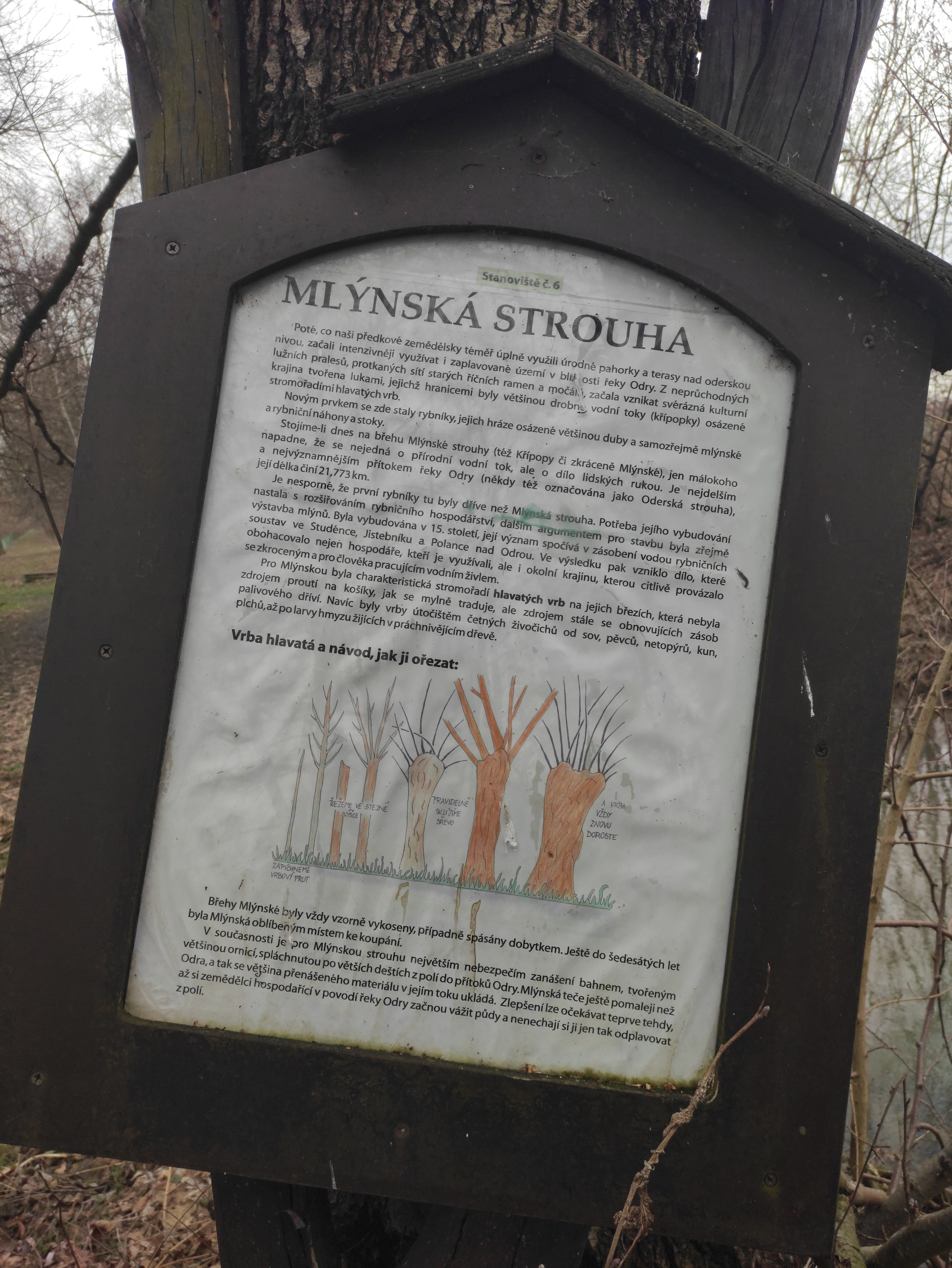
6. zastavení
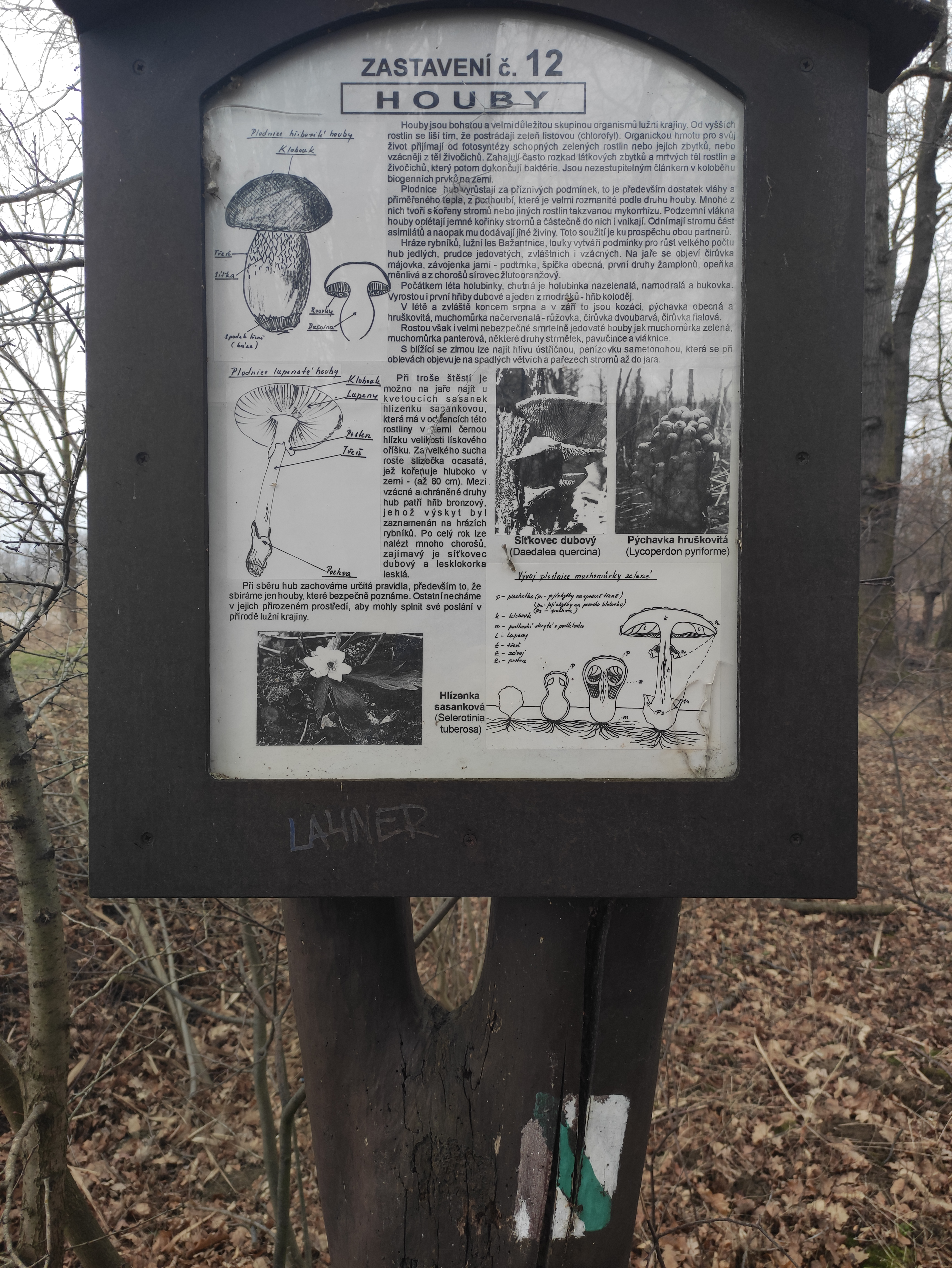
12. zastavení
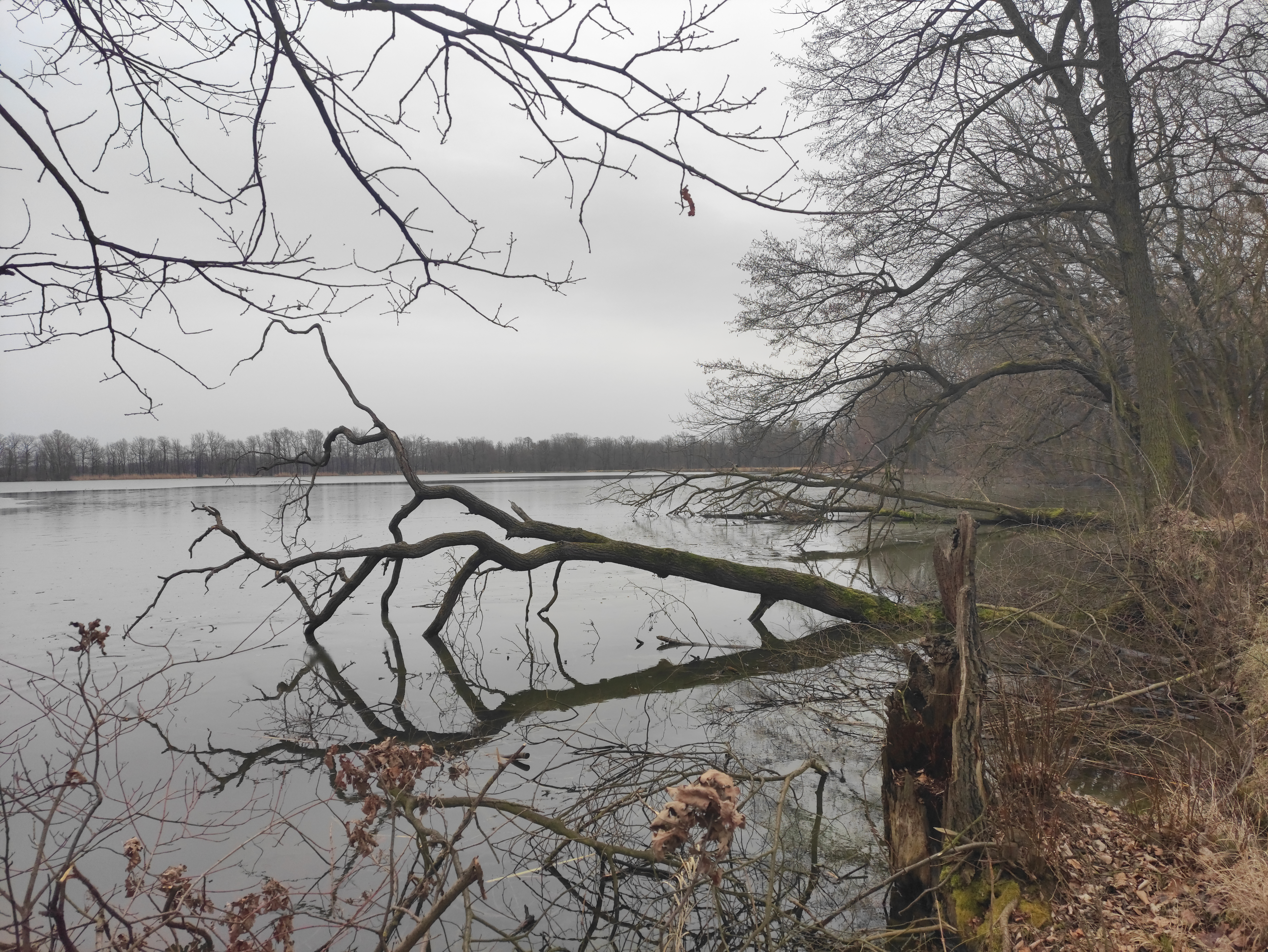
Horní rybník
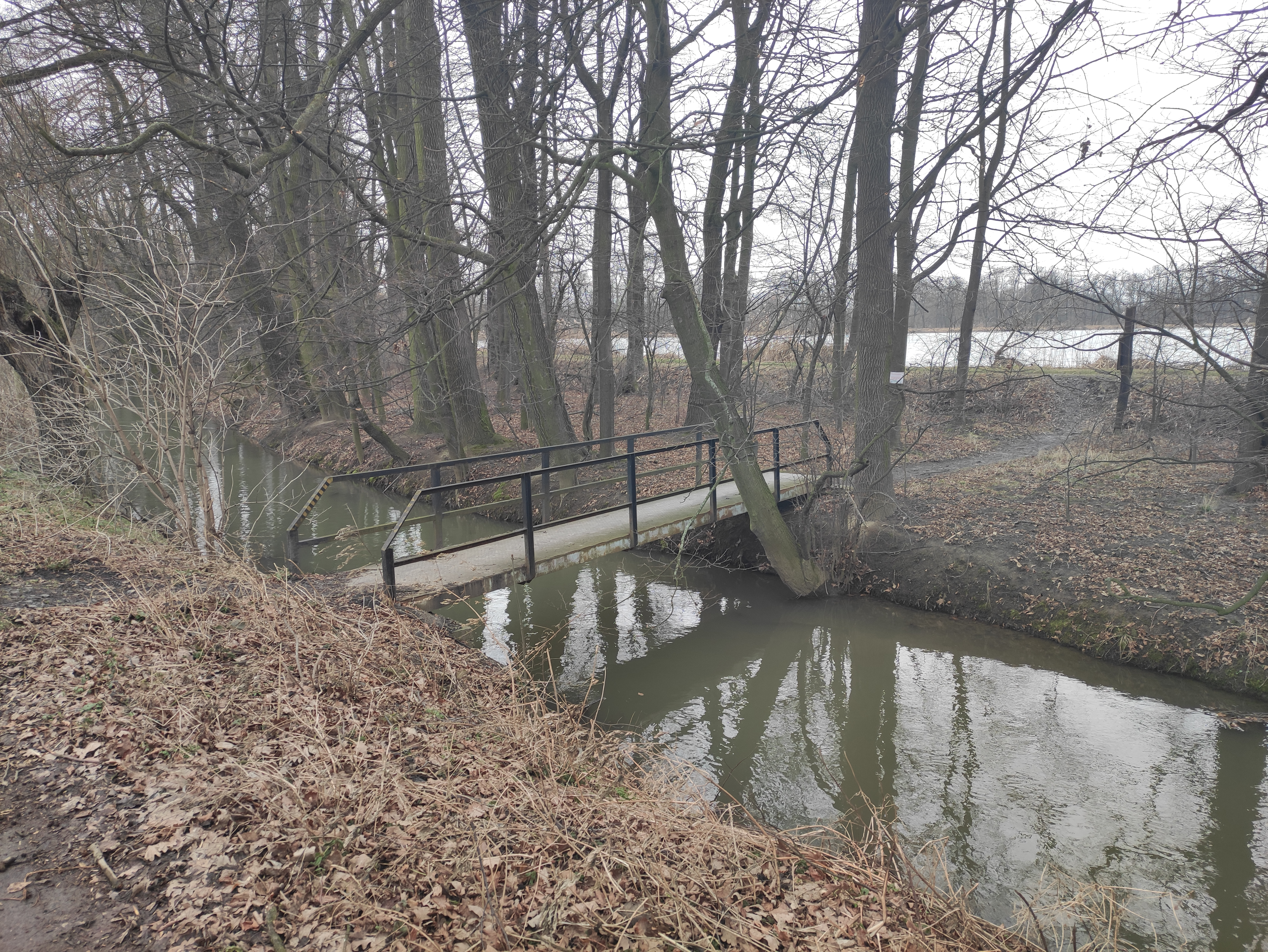
Horní rybník